# أيشي كازاما
أيشي كازاما (باليابانية: 風間栄一؛ بالكانا: かざま えいいち) هو مصارع رياضي ياباني، ولد في 19 فبراير 1916، وتوفي في 8 مايو 2001.

## وصلات خارجية
- أيشي كازاما على موقع أوليمبيديا (الإنجليزية)